# Herbert Bayer
Herbert Bayer (Haag am Hausruck, Àustria, 1900 - Montecito, Califòrnia, Estats Units, 1985) fou un dissenyador gràfic, pintor, fotògraf, escultor, director artístic, dissenyador d'interiors i mediambiental i arquitecte austríac, és també reconegut per ser l'últim membre viu de la Bauhaus.

## Biografia
Haag era un petit poble on la família de la seva mare regentava una casa d'hostes. El seu pare era recaptador d'impostos i ell era el segon de quatre germans.
El 1912 es van traslladar a Linz. Tenia plans per estudiar a Viena, però la mort del seu pare va portar unes dificultats econòmiques que el van obligar a allistar-se durant divuit mesos a l'exèrcit austríac. Després d'això va tornar a Linz i va conèixer Gustav Guggenbauer, qui el va fer descobrir l'art barroc i el va encoratjar a viatjar a Alemanya.

### Formació

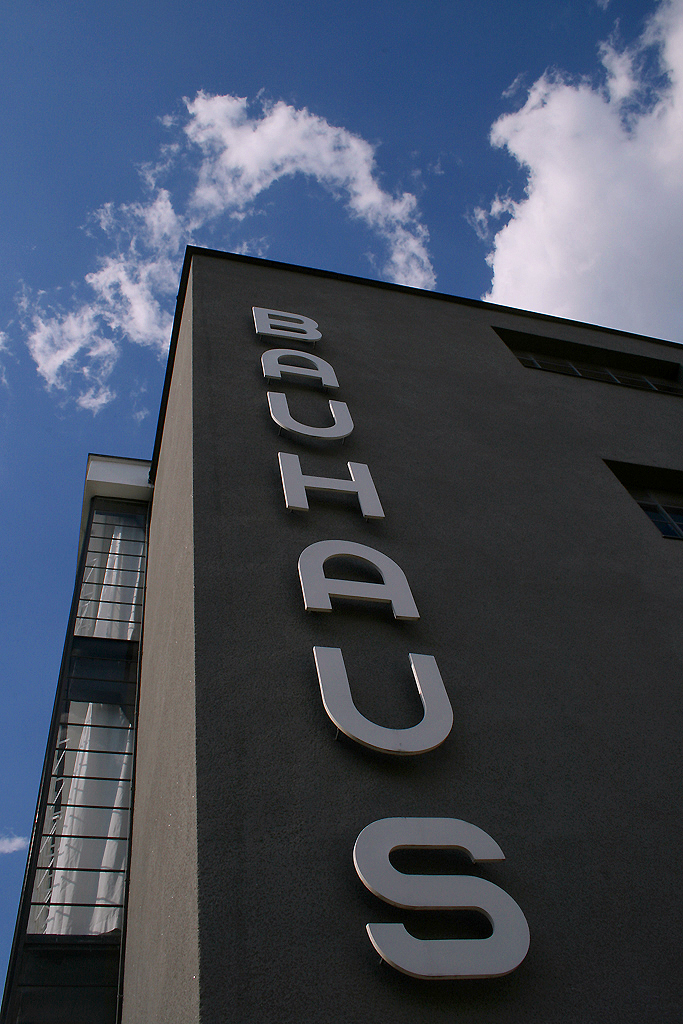
Edifici de la Bauhaus a Dessau.

Va ser aprenent al taller de George Schmidthammer i va entrar en contacte amb el moviment Arts and Crafts. Schmidthammer conduïa el moviment a Linz i això va donar l'oportunitat a Bayer de conèixer tècniques com la litografia i les noves eines per a disseny gràfic.
A 1921 va deixar el taller per anar a treballar amb l'arquitecte vienès Emmanuel Margold a Alemanya, a la colònia d'artistes Darmstadter. En aquest context va llegir "Sobre l'espiritual en l'art" (Über das Geistige in der Kunst) de Kandinski i el Manifest Bauhaus de Walter Gropius. Va decidir entrar a formar part de la Bauhaus.
Gropius el va nomenar director d'impressió i publicitat. Amb forta influència minimalista, va desenvolupar un estil visual net i va canviar oficialment la font utilitzada per la Bauhaus, ara completament en minúscules. El 1925 va utilitzar l'alfabet de caixa baixa per a disseny de pòsters i va crear la font tipogràfica de pal sec geomètrica "universal". La seva versió digital és Architype Bayer. Al mateix any es va casar amb la fotògrafa Irene Angela Hecht, també estudiant de la Bauhaus.

### Vida professional
El 1928 va deixar l'escola juntament amb Gropius, Moholy-Nagy i Breuer. Va esdevenir director d'art de l'edició alemanya de la revista Vogue. Simultàniament va treballar com a director de disseny de l'agència de publicitat Dorland Studio.
El 1928 es va separar de la seva dona i el 1929 va néixer la seva única filla, Julia Alexandra Bayer. Es van divorciar el 1944.
La Bauhaus el va honrar amb una exposició individual i li va concedir el primer premi a l'Exposició internacional de fotografia publicitaria.

### Estats Units
El 1938, per fugir de l'Alemanya nazi, es va traslladar a Nova York, on va desenvolupar una llarga carrera en el món de les arts gràfiques. Va organitzar l'exposició i el catàleg Bauhaus 1910-1928 al MoMA.
El 1944 es va casar amb Joella Syrara Haweis, filla del poeta Mina Loy.
El 1946 es va traslladar a Aspen per treballar amb Walter Paepcke, que mirava de promocionar l'esquí com a esport popular. En el camp arquitectònic va codissenyar l'Aspen Institute i va remodelar la Wheeler Opera House. També va produir cartells publicitaris que relacionaven l'esquí amb el glamur i l'emoció. Va estar unit a Aspen fins a mitjans dels anys 1970.
Entre el 1946 i el 1956 a assessorar artísticament la Container Corporation of America (World Geographic Atlas, 1953) i el 1966 va fer el mateix amb la Athlantic Richfield Company.
A Aspen va conèixer l'excèntric Robert O. Anderson, que va quedar impressionat pels dissenys d'inspiració Bauhaus de Bayer. Va ser el començament d'una llarga amistat que va accentuar la passió compulsiva d'Anderson per col·leccionar art contemporani. Així va arribar a ser consultor de l(enorme col·lecció de l'Atlantic Richfield Company, fundada per Anderson. També va ser responsable del logo i el branding relacionat amb la companyia.
El 1959 dissenyà “fonetik alfabet” per a l'anglès. Era de pal sec, no tenia majúscules i feia servir uns símbols especials per a les terminacions –ed, -ory, -ing i –ion i per als dígrafs “ch”, “sh” i “ng”. La duplicació d'una consonant es feia saber per un subratllat.
El 1968 va preparar l'exposició del catàleg “50 anys Bauhaus” a Stuttgart. La col·lecció d'art modern del Museu d'Art de Denver va rebre el seu nom.

## Tipografies

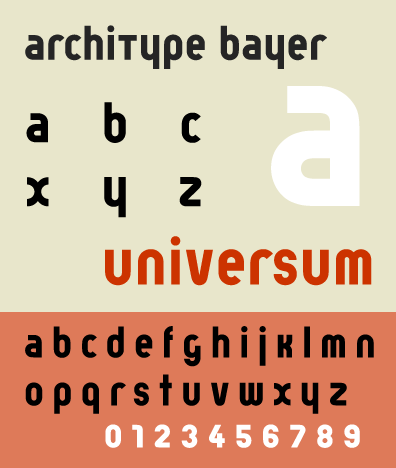
Mostra de la versió digital, Bayer Architype, de la lletra tipogràfica experimental "universal" creada per Herbert Bayer el 1925 i que combina caràcteres de caixa alta i baixa en una mateixa sèrie.

En l'esperit del reductisme minimalista, Bayer va desenvolupar un estil visual net i el va adaptar a l'alfabet de caixa baixa. Feia èmfasi en la legibilitat fent-la de pal sec. Altres tipògrafs que van experimentar amb la creació d'alfabets simplificats basats en la fonètica (com l'esmentat anteriorment) van ser Kurt Schwitters i Jan Tschichold.
Bayer va dissenyar la “Universal” el 1925, la seva transformació en forma digital és la Bayer Universal. Aquest disseny també va inspirar la ITC Bauhaus i la Architype Bayer.